# Reigoso (Oliveira de Frades)
Reigoso is een plaats (freguesia) in de Portugese gemeente Oliveira de Frades en telt 375 inwoners (2001).